# Trevélez
Trevélez ist ein südspanischer Bergort und eine Gemeinde (municipio) mit 703 Einwohnern (Stand: 2024) Einwohnern im Südosten der Provinz Granada in der autonomen Region Andalusien.

## Lage und Klima
Der ca. 1480 m hoch gelegene Bergort Trevélez liegt oberhalb des Río Trevélez, einem Nebenfluss des Río Guadalfeo, an einem Südhang der Alpujarras nahe dem Nationalpark Sierra Nevada ca. 100 km (Fahrtstrecke) südöstlich der Provinzhauptstadt Granada; die Mittelmeerküste bei La Rábita ist etwa 62 km in südlicher Richtung entfernt. Das Klima im Winter ist gemäßigt, im Sommer aufgrund der Höhenlage immer noch vergleichsweise angenehm; die geringen Niederschlagsmengen (ca. 485 mm/Jahr) fallen – mit Ausnahme der nahezu regenlosen Sommermonate – verteilt übers ganze Jahr.

## Bevölkerungsentwicklung
| Jahr      | 1857 | 1900 | 1950 | 2000 | 2020 |
| Einwohner | 1399 | 1268 | 1722 | 762  | 736  |

Infolge der Mechanisierung der Landwirtschaft, der Aufgabe bäuerlicher Kleinbetriebe („Höfesterben“) und dem daraus resultierenden  Verlust von Arbeitsplätzen ist die Einwohnerzahl der Gemeinde seit der Mitte des 20. Jahrhunderts deutlich zurückgegangen.

## Wirtschaft
Noch in der frühen Neuzeit lebten die Bewohner des Ortes als Selbstversorger von der Erträgen ihrer Felder und Hausgärten. Außerdem wurde hauptsächlich Viehzucht (v. a. Schafe, Ziegen und Schweine) betrieben; Esel wurden als Tragtiere gehalten. Dieser Zustand änderte sich erst mit dem Ausbau der Infrastruktur im 20. Jahrhundert. Im Ort selbst haben sich Kleinhändler, Handwerker und Dienstleister aller Art angesiedelt. Der Ort ist in ganz Spanien und darüber hinaus wegen seines hier produzierten luftgetrockneten Iberischen Schinkens bekannt.

## Geschichte
Prähistorische, römische und westgotische Funde fehlen; die Gründung des Ortes erfolgte wahrscheinlich im 8. Jahrhundert durch Berber aus Nordafrika. Nach dem Ende des Kalifats von Córdoba (um 1020) übernahmen die Ziriden von Granada die Macht, die sie jedoch 1090 an die berberischen Almoraviden und diese 1145 an die Almohaden abtreten mussten. Als Teil des Emirats von Granada blieb das Bergland der Alpujarras bis zum Jahr 1490 islamisch; danach bildete es ein Rückzugsgebiet für die Morisken. Mit dem Alhambra-Edikt (1492) der Katholischen Könige begann die Vertreibung der Juden in Spanien; nach den Moriskenaufständen der Jahre 1499 bis 1501 und 1568 bis 1571 wurden die letzten Muslime zu Beginn des 17. Jahrhunderts ebenfalls ausgewiesen.

## Sehenswürdigkeiten
- Das Bild des alten Ortsteils wird bestimmt von engen Gassen mit weiß getünchten Häusern.
- Die dem hl. Benedikt von Nursia geweihte Iglesia Parroquial de San Benito entstand im 16. Jahrhundert an der Stelle einer Moschee.[5]
- Mehrere Produktions- und Lagerstätten von Schinken sind zu besichtigen.